# الدعسة
الدعسة موقع أثري يقع على الساحل الغربي لقطر، ويعد الموقع الأوسع في فترة العبيد في البلاد، وقد تم حفرها من قبل فريق دنماركي في عام 1961.
ينظر إلى الموقع على أنه قد استوعب معسكرا موسميا صغيرا، ربما كان مسكنا لمجموعات صيد الأسماك التي قامت بزيارات متكررة؛ يتجلى ذلك في اكتشاف ما يقرب من ستين موقدا في الموقع، والتي يعتقد أنها قد تكون استخدمت لعلاج الأسماك، إضافة إلى أدوات الصوان؛ مثل الكاشطات والقواطع والشفرات ورؤوس الأسهم، كذلك تم العثور على العديد من علب العبيد وحبة من العقيق في حفر النار، مما يشير إلى اتصالات في الخارج.

## الاكتشاف
تحت قيادة عالم الآثار الدنماركي هولغر كابيل تم حفر العديد من مواقع الصوان في قطر في الفترة من 1960 إلى 1964؛ كانت الدعسة أكبر هذه المواقع، وقد تم اكتشافها في عام 1961، وتم جمع عدد من الأواني ذات الجودة العالية من الموقع للتحليل، وبعد فترة وجيزة تم الكشف عن الموقع لفريق الحفريات البريطاني الذي حدد أواني من فترة العبيد.

## الحفريات
وبالإضافة إلى حفريات عام 1961 بقيادة هولغر كابيل تم حفر الموقع مرة أخرى في عام 1978 من قبل فريق بقيادة بياتريس دي كاردي، وقد تم اكتشاف شظايا حجر كوبلن، ومواقد وفخار للعبيد خلال عملية التنقيب الأولى، وكان من بين الاكتشافات أيضا حبة من العقيق، وثلاث شظايا من الفخار الأحمر، ليست للعبيد، وإنما يعتقد أن مصدرها الساحل العربي.

## المهنة
يعتقد أن سكان الدعسة من الصيادين أو التجار من أور، ومع ذلك فإن الأدوات الحجرية المكتشفة تتفق مع الأدوات المستخدمة في أماكن أخرى في شبه الجزيرة العربية خلال فترة العبيد، ولا تحمل أي تشابه مع الأدوات المستخدمة في جنوب بلاد ما بين النهرين.
وفي إطار ما لاحظته الحفارات البخارية المخصصة للخيام أو الأكواخ يشير العدد الكبير من المواقد إلى حدوث نشاط جماعي خلال فترة عملها، ويمكن أن يعزى إلى عدد كبير نسبيا من السكان؛ حيث تطهو فيه كل عائلة في حفرة منفصلة، وهناك احتمال آخر وهو أن المواقد مصنوعة لعلاج وتجفيف كميات كبيرة من الأسماك.